# Easter Berlin
Easter Berlin, también conocido como Easter in Berlin, creado en 1972, es uno de los eventos de fetichismo leather más importantes de Europa. Se celebra en Berlín todos los años en Semana Santa (marzo o abril).

## Historia

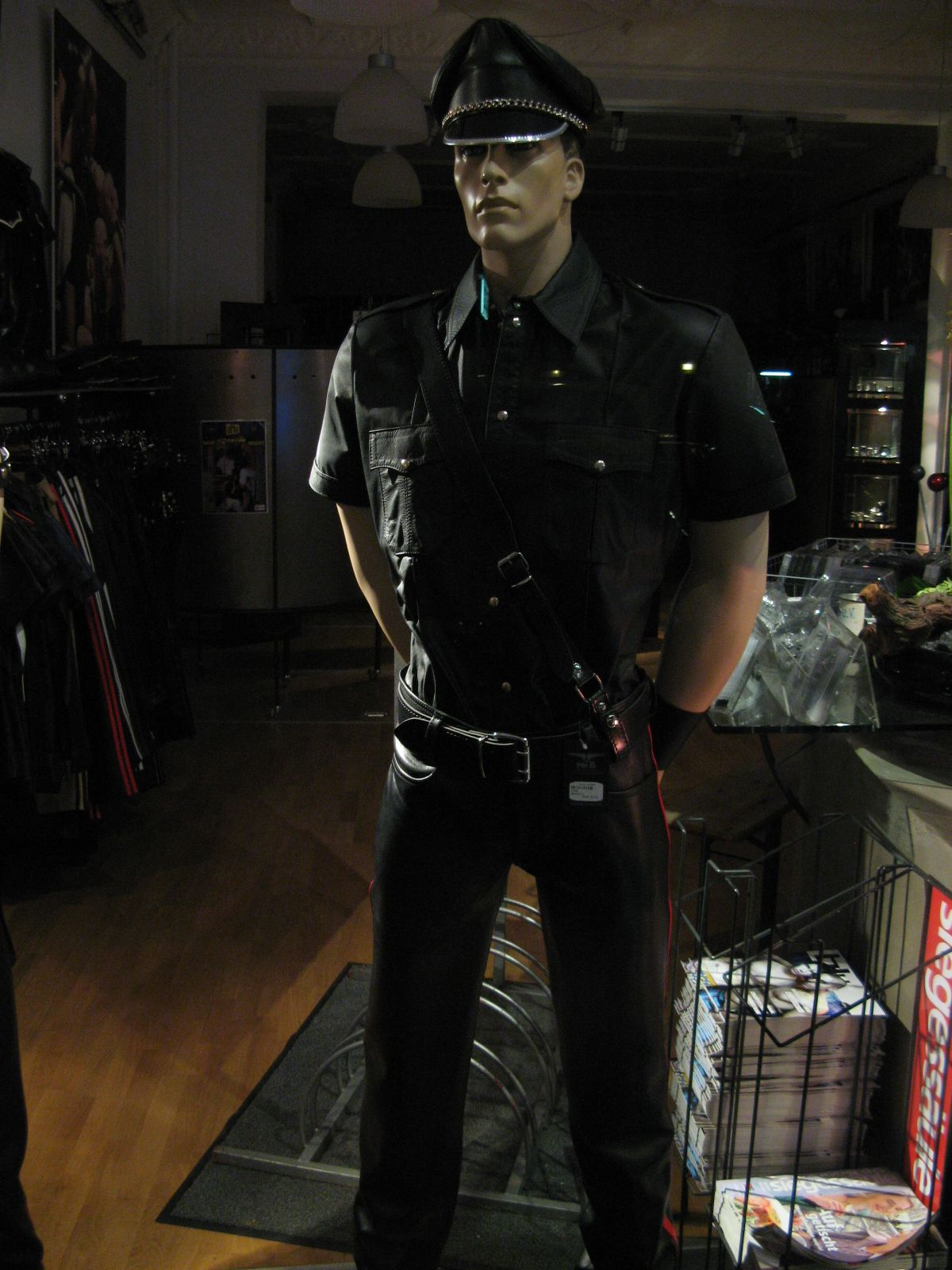
Maniquí con vestimenta de cuero en una tienda en Schöneberg.

La primera edición del encuentro se llevó a cabo en 1972, mediante un encuentro privado realizado por la organización MSC Berlin, constituida al año siguiente; dicha agrupación se disolvió en 1997 y el 16 de abril de 1998 fue creado el club BLF, Berlin Leder und Fetisch e.V. (en español: Leather y Fetichismo de Berlín), quienes se hicieron cargo de la organización del festival.
Cada año, miles de amantes del cuero, el caucho, la ropa deportiva, la piel y los uniformes de todo el mundo se reúnen para participar en diferentes tipos de eventos fetichistas en Berlín. En el pasado, este evento elegía a su titular, el German Mr. Leather, el domingo de Pascua.
El centro de Easter Berlin está en Nollendorfplatz, un barrio gay y queer en la parte occidental de la ciudad.
El evento de fetichismo leather Folsom Europe también se celebra anualmente en el mismo barrio en otoño. Otros festivales gay en Berlín son el Orgullo de Berlín y el Orgullo de Kreuzberg.